# Eisenbahnunfall von Bennau
Der Eisenbahnunfall von Bennau war der Frontalzusammenstoss zweier Personenzüge bei Bennau am 26. Juli 1947 nach einem Fehler des Fahrdienstleiters im Bahnhof Biberbrücke (heute: Biberbrugg) der Schweizerischen Südostbahn (SOB). Zehn Menschen starben.

## Ausgangslage
Das Netz der SOB bestand damals im Wesentlichen aus den beiden Bahnstrecken Rapperswil–Biberbrücke–Arth-Goldau und Wädenswil–Biberbrücke–Einsiedeln. Der Abschnitt Biberbrücke–Einsiedeln ist eingleisig. Der zentrale Bahnhof, auch für die Übergänge zwischen beiden Linien, war der Bahnhof Biberbrücke. Ausserdem waren in Wädenswil, Pfäffikon und Arth-Goldau Anschlüsse an die Züge der Schweizerischen Bundesbahnen (SBB) zu gewährleisten. Das Netz der SOB war seit 1939 komplett elektrifiziert und der Fahrplan seitdem stark verdichtet worden. Um dieses engagierte Betriebsprogramm gewährleisten zu können, bestand im Falle von Verspätungen die Möglichkeit, Nachzüge verkehren zu lassen, damit auch für Umsteigende der Anschluss gewährleistet war. Gleichwohl hatte das Netz der SOB damals noch keinen Streckenblock. Er war aber vorgesehen, die Anlagen auch schon bestellt.
Der Fahrdienstleiter im Bahnhof Biberbrücke hatte eine 17-jährige Betriebserfahrung, ohne nennenswerte Fehlleistungen. Am 26. Juli 1947 bestand eine Betriebslage, in der auch ein fakultativer Nachzug gefahren werden sollte: Der Zug 28 von Arth-Goldau–Rapperswil war so erheblich verspätet, dass eine Zugkreuzung verlegt werden musste. Ausserdem wollte der Fahrdienstleiter in Biberbrücke den nach Einsiedeln verkehrenden Zug 183 nicht auf den verspäteten Zug aus Arth-Goldau warten lassen, vielmehr die Garnitur eines als Nachzug 81b aus Wädenswil kommenden Zuges für einen Nachzug zum Zug 183 verwenden, der die umsteigenden Fahrgäste des Zuges 28 nach Einsiedeln fahren sollte. Ein weiterer Umstand sorgte für Ablenkung: Der Fahrdienstleiter hatte mit dem aus Rapperswil eingetroffenen Zug 33 einen angekündigten Güterwagen mit Stückgut erwartet und schon alle Vorbereitungen getroffen, diesen an den Güterschuppen rangieren zu lassen. Er war nicht davon informiert worden, dass der Wagen kurzfristig auf dem vorhergehenden Bahnhof, Schindellegi-Feusisberg, abgehängt worden war, da die Menge des Stückguts, die dort auszuladen war, viel zu gross war, um sie während des fahrplanmässigen Halts des Zuges zu entladen. So beschäftigte ihn das Problem, wo der angekündigte Güterwagen verblieben sein konnte.
Von Einsiedeln nach Wädenswil verkehrte Zug 84, für den die planmässige Kreuzung mit Zug 183 im Bahnhof Biberbrücke vorgesehen war. Zug 84 bestand aus einem führenden Triebwagen und einem angehängten Personenwagen. Zug 183 wurde aus einem Triebwagen als führendem Fahrzeug, zwei Personenwagen und einem Gepäckwagen gebildet. Die als führende Fahrzeuge eingesetzten Triebwagen BCFZe 4/4 3 und der CFZe 4/4 12 beider Züge hatten grosse Stirnabteile, in denen die Reisenden dem Triebfahrzeugführer „über die Schulter“ schauen konnten. Diese waren bei den Fahrgästen sehr beliebt und auch an diesem Tag gut besetzt.

## Unfallhergang
Der Fahrdienstleiter, im Bewusstsein, auf Reisende aus Arth-Goldau wegen des vorgesehenen Nachzuges nicht warten zu müssen, erteilte dem Zug 183 nach Einsiedeln den Abfahrauftrag sogar zwei Minuten vor Plan und vergass wegen der zahlreichen Abweichungen vom Fahrplan in diesem Moment den Zug 84, der aus der Gegenrichtung noch abzuwarten war. Dieser war in Einsiedeln ordnungsgemäss abgefertigt worden. Dazu gehörte auch das Abläuten des Zuges, ein akustisches Signal, mit dem im Bahnhof Biberbrücke angezeigt wurde, dass ein Zug von Einsiedeln nach Biberbrücke abgeschickt worden war. Weder der Fahrdienstleiter noch das Personal des Zuges 183 nahmen das aber wahr.
Als sich beide Züge schon aufeinander zubewegten, bemerkte der Fahrdienstleiter seinen Fehler. Er rannte zum Hauptschalter für die Bahnstromversorgung, um den Fahrstrom auf der Strecke abzuschalten, nur um noch zu sehen, dass ein Kurzschluss angezeigt wurde: Die Züge waren zusammengestossen. Sie hatten im Moment des Zusammenstosses eine Geschwindigkeit von 60 km/h und 65 km/h.
Bei dem Zusammenstoss, etwa einen Kilometer oberhalb des Bahnhof Biberbrücke in einer Kurve am Bennauersteg, wurden die vorderen Teile der beiden Triebwagen ineinander geschoben und zusammengepresst, auch die beiden Personenwagen des Zuges 183 wurden erheblich beschädigt.

## Folgen
Zehn Menschen starben, darunter beide Triebfahrzeugführer und ein weiterer Eisenbahner, mindestens 63 Menschen wurden darüber hinaus verletzt. Die hohe Zahl der Toten resultierte auch daraus, dass die Stirnabteile der Triebwagen auch an diesem Tag gut besetzt waren.
Die SBB stellten sofort einen Hilfszug zur Verfügung. Die Verletzten wurden überwiegend in das Krankenhaus von Einsiedeln gebracht, das an seine Kapazitätsgrenzen stiess, während das Krankenhaus in Wädenswil freie Kapazitäten anbot, die aber kaum berücksichtigt wurden.